# Engrais à diffusion lente
Dans le domaine des engrais chimiques, un engrais à diffusion lente (ou retardée) est un type d'engrais qui se présente sous la forme de granulés ou d'enrobés qui vont plus ou moins lentement se solubiliser dans le sol et l'eau en larguant peu à peu l'engrais qu'ils contiennent. Ils peuvent être utilisés dans tous les types de culture, y compris en arboriculture.
Ils compensent le manque de fumure organique équilibrée.
Pour les plantes en pots ou plantes d'intérieur, on les mélange habituellement au substrat lors du rempotage.

## Principes
Ce type d'engrais diffuse les éléments fertilisants progressivement pour permettre aux végétaux de les utiliser de manière plus constante, et éviter que les nitrates très solubles dans l'eau ne soient trop rapidement perdus ou qu'ils aient des effets secondaires (fragilisation de la plante par engorgement d'eau favorisant la verse chez les graminées et une vulnérabilité à certaines maladies de manière générale). 
Ces produits sont utiles pour une meilleure gestion de la fertilisation des végétaux qui demande une nourriture soutenue dans le temps, et dans les zones vulnérables à l'eutrophisation ou que l'on veut déseutrophiser. 
Leur principale différence réside dans la forme chimique de l’azote qu’ils contiennent. 
Seul l'azote sous formes nitrique et ammoniacale est directement assimilable par les végétaux (ions nitrate et ammonium), toutefois ces formes d'azote sont peu retenues par le sol d'où des pertes par ruissellement de l'eau qui provoquent la pollution des cours d’eau et de la nappe phréatique. 
Les engrais à diffusion lente ou retardée contiennent de l’azote sous une forme moléculaire plus complexe que la forme nitrique ou ammoniacale simple. 
Leur dégradation est plus longue car soumise à la fragmentation de la molécule par des agents extérieurs tels que l’eau, la température, les micro-organismes. Cette diffusion lente permet aux plantes de capter l’azote au fur et à mesure de leurs besoins et limite les risques de pollution azotée.

## Formulations
Les produits les plus courants sont :
- urée formaldéhyde/isobutilène diurée/urée enrobée de soufre
- urée/nutralène

et ont des variantes les unes par rapport aux autres. 

## Différences entre diffusion lente et retardée
- Il existe des engrais à diffusion lente sous forme encapsulée, souvent dits engrais retard. Leur composition est identique à celle des engrais chimiques classiques mais ils se présentent sous forme de petites billes recouvertes d'une membrane plastifiée (résine (constituant) synthétique) semi-perméable qui permet un relargage contrôlé des composants.

Selon la composition de la membrane, on peut choisir un relargage continu dans le temps ou bien fonction de la température du sol par exemple.  En se distendant avec la chaleur, elle libère plus d'azote quand il fait chaud, plus lentement si la quantité de résine d'enrobage était plus épaisse (largage sur 2 à 24 mois possible, pour différents usages allant du maïs aux plantations pérennes.
La diffusion de l'engrais sera presque nulle par temps froid, alors que la plante en a peu besoin... Mais elle sera au contraire maximale par temps chaud, quand le potentiel d'absorption par les plantes sera également maximal (si l'eau ne manque pas).       
- les vrais "engrais retards" contiennent un retardateur de nitrification qui les rendent pleinement efficaces six à dix semaines après épandage. À la plantation, on amène donc aussi une fertilisation «starter» (engrais classique, ou un peu d'engrais enrobé) et un engrais retard.

L’utilisation d’enrobés limite le risque de perte d'azote par lessivage en début de cycle. L'engrais retard améliorant le rendement à long terme (pour le melon par exemple).

## Avantages
Pour les agriculteurs, jardiniers ou gérants de golf qui utilisent des engrais chimiques, l'engrais retard permet de ne faire qu'un seul passage (épandage) au lieu de deux ou plus dans la saison. 
Comme moins de nitrates sont perdus vers la nappe ou les eaux de ruissellement, à dose égale, même si les engrais retard sont plus coûteux, ils peuvent être économiquement intéressants (gain de rendement de plusieurs quintaux par hectare à dose égale, ou même rendement avec moins d'apport.
De plus, l'apport azoté étant découplé de l’irrigation, il permet d’assurer une continuité dans la nutrition (Les bilans azotés restent utiles, de même que d'autres sources d'azote, via les légumineuses par exemple).

## Inconvénients
L'engrais à diffusion lente aurait un défaut à long terme en modifiant la texture du sol, et sa rétention en eau. Le sol tend à devenir imperméable et le fond reste toujours sec. Même après de grosses pluies ou un orage, seule la surface est humide. La plante dégénère ou arrête sa croissance. Cela est très perceptible avec les rosiers : les roses avortent, le rosier devient chétif et les racines ne se développent pas.

## Aspects environnementaux
Le fait que l'azote soit moins rapidement libéré ne signifie pas que ces produits sont sans danger pour l'environnement ; s'ils ont le mérite de limiter les risques pour ce qui est de la pollution par les nitrates, un excès de ce type d'engrais sera toujours source d'eutrophisation, mais elle sera retardée et éventuellement durera plus longtemps. 
Les engrais retard enrobés laissent dans le sol leur enrobage de résine dont les impacts sur les vers de terre ou la microfaune du sol à long terme semblent peu documentés.
Parmi les alternative, le bois raméal fragmenté présente certaines similitudes, avec une contribution azotée relarguée tardivement